# Arroyo Molles del Timote
El arroyo Molles del Timote  es un curso de agua uruguayo que atraviesa el departamento de  Florida  perteneciente a la cuenca del Plata.
Nace en la Cuchilla Grande Inferior, desemboca en el arroyo Timote tras recorrer alrededor de 25 km.